# Pyxinioides fujitubo
Pyxinioides fujitubo is een soort in de taxonomische indeling van de Myzozoa, een stam van microscopische parasitaire dieren. Het organisme komt uit het geslacht Pyxinioides en behoort tot de familie Uradiophoridae. Pyxinioides fujitubo werd in 1951 ontdekt door Hoshide.